# Неферкаура
Неферкаура — давньоєгипетський фараон з VIII династії.

## Життєпис
Фараон відомий тільки з Абідоського списку. Ані його гробниця, ані пам'ятники його правління нині не відомі. Якщо фараон, що у Туринському папірусі йде за Ібі під № IV/12, ім'я якого не збереглось, відповідає Неферкаурі, то його правління тривало 2 роки, 1 місяць і 1 день.